# Österreichischer Alpenklub
L'Österreichischer Alpenklub, in italiano Club alpino austriaco (ÖAK),  è un'associazione di alpinisti di alto livello ed è stato a lungo considerato molto prestigioso.

## Storia
L'associazione è stata fondata il 6 dicembre 1878 a Vienna da 110 giovani alpinisti amanti della montagna, il primo presidente fu Alexis Thiard Laforest, seguito da Julius Meurer nel 1880-1887, Carl Diener nel 1888-1893 e Hans Biendl nel 1903-1919. Il Club alpino austriaco è un club alpino d'élite con severi requisiti di ammissione, simile al Club alpino britannico, che servì da modello per i fondatori. Nel 1880 fu aperta l'Erzherzog-Johann-Hütte sull'Adlersruhe ove si trova la targa commemorativa per i soci del club morti in incidenti sull'Himalaya tra il 1934 e il 1969, nel 1881 la Wiener-Hütte sulle Alpi della Zillertal e nel 1886 (in memoria di il socio del Club alpino austriaco Emil Zsigmondy ) il rifugio Zsigmondy (Alto Adige). 
Uno dei fondatori fu Alfred von Pallavicini. Il Club Alpino possiede solo un rifugio,  l'Erzherzog-Johann-Hütte nel gruppo del Großglockner ed è “proprietario” di 114 m² di superficie in vetta al Glockner sul versante tirolese e della croce di vetta. Nel 1894 Otto Zsigmondy divenne presidente del Club Alpino.
Come il Club turistico austriaco (ÖTK) un anno prima, anche il Club alpino austriaco nel 1921 introdusse il cosiddetto “Paragrafo ariano” contemporaneamente al Club montano austriaco (ÖGV). Ciò significava che il Club alpino accettava solo membri che non fossero né ebrei né di origine ebraica. L'associazione conta circa 400 membri attivi e sostenitori. Per l'ammissione è necessario il sostegno di due membri. 
Negli anni tra le due guerre mondiali, la meta preferita delle “Alpi occidentali” poteva essere raggiunta solo sopportando grandi difficoltà personali. Pertanto, gli alpinisti si concentrarono sull'esplorazione e l'apertura delle catene montuose locali, come l'Hochschwab, il Gesäuse, il Dachstein, il Wilder Kaiser e le Dolomiti.
In numerose nuove vie il grado di difficoltà dell'arrampicata libera era già stato portato all'attuale settimo grado, un traguardo che però per molto tempo non è stato realmente riconosciuto a causa della barriera mentale "sei più = estremamente difficile, il grado più alto che uno scalatore possa mai raggiungere" che era saldamente radicata nella mente di molti alpinisti. Nel 1938 fu incorporata come sezione nel Club alpino tedesco. Negli anni '50 i membri del club scalarono per la prima volta sei dei 14 Ottomila.
I membri dell'ÖAC, naturalmente, parteciparono con successo anche alla competizione per le ultime grandi pareti inviolate delle Alpi. Per gli alpinisti di quel tempo tali prime ascensioni erano, per così dire, solo una fase preliminare, una preparazione per i loro personali obiettivi alpini a lungo termine che comportavano un enorme prestigio: partecipare a una delle spedizioni sulle grandi montagne del mondo. Le poche spedizioni, che si sono realmente svolte in quei tempi difficili, hanno portato al Pamir, alle Ande, al Kanchenjunga e al Nanga Parbat e sono diventate pietre miliari nella storia alpina. 
Le prime ascensioni su sei delle quattordici vette degli 8.000 metri sono state realizzate con la partecipazione dei soci dell’ÖAC.
Al 2025 il numero di scalate di vette di 8.000 metri da parte dei membri dell'ÖAC è già aumentato a più di 100. Numerose prime scalate di vette di 6.000 e 7.000 metri nell'Hindukush, nell'Himalaya e nel Karakorum (dove Hans Schell detiene l'incredibile record di cinque prime scalate di vette di 7.000 metri) e successi alpini su molte montagne in tutto il mondo, così come l'apertura di molte nuove e grandi vie alpine, sottolineano l'importante ruolo del Club Alpino Austriaco nell'esplorazione delle montagne in tutto il mondo.
Il Club Alpino Austriaco conta circa 360 membri, tutti ottimi o eccellenti scalatori, come le leggende dell'alpinismo Kurt Diemberger, Peter Habeler, Wolfgang Nairz, Wolfgang Stefan, Dietrich Hasse, Thomas Bubendorfer e il "Papa della sicurezza" Pit Schubert. 
Anche tra le donne ci sono molte eccellenti scalatrici, come l'esperta della Patagonia Silvia Metzeltin, Lilo Schell, Gerlinde Kaltenbrunner che ha scalato tutti gli 8.000 senza maschera di ossigeno, Billi Bierling che ha raggiunto sei vette di 8.000; le partecipanti alla prima spedizione femminile austriaca a una vetta di 8.000 metri e Clara Kulich.

### Membri conosciuti
L'elenco dei soci del periodo della fondazione comprende il "collezionista di vette da 4.000 m" Karl Blodig, il pittore alpino Edward Theodore Compton e il cronista delle Alpi occidentali Wab Coolidge, il geniale scalatore Hans Dülfer, l'esperto delle Dolomiti Victor Wolf von Glanvell di Graz, l'esploratore delle Alpi dell'Ennstal Heinrich Hess e Julius Kugy, l'esploratore delle Alpi Giulie. L'alpinista solitario Eugen Guido Lammer, audace e potentemente eloquente, lo sportivo margravio Alfred von Pallavicini, il pioniere del Gesäuse Heinrich Pfannl, l'inquieto alpinista polivalente Ludwig Purtscheller, il "re" del Dachstein Friedrich Simony, il britannico GW Young, l'icona dell'arrampicata Emil Zsigmondy, scomparso giovanissimo, e numerose altre personalità della storia alpina, i cui nomi vivono ancora nella nomenclatura alpina, nei nomi di cime, percorsi e rifugi. Membri importanti dell'ÖAK furono Karl Prusik, Peter Aschenbrenner, Willo Welzenbach, Karl Wien, Rudolf Schwarzgruber, Willy Merkl, il capo della spedizione tedesca del Nanga Parbat nel 1934, e Paul Bauer, il fondatore della Fondazione tedesca per l'Himalaya. Membri dell'ÖAK erano anche Hans Ertl e Hermann Buhl, che nel 1953 effettuarono la prima scalata del Nanga Parbat. Anche l'atleta di montagna e imprenditrice Mizzi Langer-Kauba era membro dell'ÖAK.
- Demeter Diamantidi (1839–1893)
- Alfred Margrave von Pallavicini (1848–1886)
- Jeanne Immink (1853-1929)
- Heinrich Krempel (1860-1935)
- Otto Zsigmondy (1860-1917)
- Karl Diener (1862-1928)
- Oscar Schuster (1873-1917)
- Gustav Jahn (1879-1919)
- Hans Reinl (1880-1957)
- Alfred Horeschowsky (1895–1987)
- Paul Bauer (1896–1990)
- Karl Prusik (1896–1961)
- Willo Welzenbach (1899-1934)
- Willy Merkl (1900-1934)
- Rudolf Schwarzgruber (1900-1943)
- Peter Aschenbrenner (1902–1998)
- Karl Wien (1906-1937)
- Hans Ertl (1908–2000)
- Hermann Bühl (1924–1957)
- Richard Hoyer (1943-1969)
- Manfred Buchroithner (* 1950)
- Roland Stierle (* 1953)